# Sæby Kommune
Sæby Kommune i Nordjyllands Amt blev dannet ved kommunalreformen i 1970. Ved strukturreformen i 2007 blev den indlemmet i Frederikshavn Kommune sammen med Skagen Kommune.

## Tidligere kommuner
Sæby havde været købstad, men det begreb mistede sin betydning ved kommunalreformen. 6 sognekommuner blev lagt sammen med Sæby købstad til Sæby Kommune.
| Kommune         | Folketal 1. januar 1970 | Byer                       |
| --------------- | ----------------------- | -------------------------- |
| Sæby            | 4.372                   | Sæby                       |
| Albæk           | 2.380                   | Lyngså, Præstbro og Voerså |
| Hørby           | 1.584                   | Hørby                      |
| Skæve           | 1.915                   | Dybvad                     |
| Torslev         | 3.035                   | Thorshøj og Østervrå       |
| Understed-Karup | 1.089                   | Haldbjerg                  |
| Volstrup        | 2.490                   | Syvsten                    |
| I alt           | 16.865                  |                            |

En del af Understed Sogn kom dog til Frederikshavn Kommune.

## Sogne
Sæby Kommune bestod af følgende sogne, alle fra Dronninglund Herred:
- Albæk Sogn
- Hørby Sogn
- Karup Sogn
- Skæve Sogn
- Sæby Sogn
- Torslev Sogn
- Understed Sogn
- Volstrup Sogn

## Borgmestre[2]
| Navn                   | Parti             | Periode   |
| ---------------------- | ----------------- | --------- |
| Ingemann Christensen   | Venstre           | 1970-1974 |
| Frede Fredborg Nielsen | Venstre           | 1974-1990 |
| Hans Krarup Olesen     | Lokalliste        | 1990-1994 |
| Leif Bak               | Socialdemokratiet | 1994-1998 |
| Folmer Hansen          | Venstre           | 1998-2006 |